# Плен страсти
«Плен стра́сти» — телевизионный четырёхсерийный художественный фильм Станислава Митина.
Премьера фильма состоялась 21 ноября 2010 года в Центральном доме литераторов. На показе присутствовали правнуки Максима Горького — Екатерина и Максим.

## Сюжет
Фильм основан на биографических фактах писателя Алексея Максимовича Горького и его воспоминаниях в последние его дни жизни.
Фильм повествует о женщинах, которых он любил: о его жене Екатерине Пешковой, от которой у него было двое детей — Максим и Катя, о его любовнице, приме Московского Художественного театра Марии Андреевой и их поездке в Америку и на Капри, а также о Марии Закревской (Муре), засланной ОГПУ для слежки над писателем. Она много лет была его секретарём и любимой женщиной, с ней он прожил в Италии несколько лет, а потом, после долгого расставания, именно она пришла к нему, когда он был на смертном одре.
В фильме показан «нестандартный», не школьный образ писателя — он скорее изображён как человек любящий, думающий, переживающий за свою страну и своих близких.

## В ролях
| Актёр                     | Роль                                  |
| ------------------------- | ------------------------------------- |
| Георгий Тараторкин        | Максим Горький                        |
| Елена Ксенофонтова        | Мария Андреева                        |
| Елена Лядова              | Мария Закревская (Мура)               |
| Фёдор Лавров              | Яков Петерс                           |
| Сергей Фролов             | Крючков, Пётр Петрович                |
| Александр Сирин           | Желябужский, Юрий Андреевич           |
| Елена Оболенская          | Пешкова, Екатерина Павловна           |
| Алексей Колубков          | Немирович-Данченко, Владимир Иванович |
| Тимофей Трибунцев         | Лев Ванин                             |
| Елена Токмакова-Горбушина | Липа (Черткова, Олимпиада Дмитриевна) |

## Съёмочная группа
- Автор сценария: Владислав Романов при участии Станислава Митина
- Режиссёр: Станислав Митин
- Оператор: Александр Шубин
- Художник: Денис Исаев
- Продюсер: Екатерина Иванова, Ирина Плиско

## Фестивали и награды
- 2011 — Участие в фестивале российского кино в Будапеште и Вене[2].
- 2011 — Участие во внеконкурсной программе международного кинофестиваля стран Арктики «Северное сияние»[3].
- 2011 — приз Георгию Тараторкину в номинации «Актёр» за лучшую мужскую роль на международном телекинофоруме «Вместе», г. Ялта, Украина[4].